# 清渓尼
清渓尼（せいけいに）は、南北朝時代の尼僧。畠山家国の女。初代鎌倉公方足利基氏の妻であり、2代鎌倉公方足利氏満の母。父は畠山家国、兄は畠山義深と基氏の下で関東執事を務めた畠山国清。臨済宗を信仰して方外宏遠や義堂周信に師事し、夫の基氏の死後は剃髪して、鎌倉の太平寺を再興し、そこに住した。

## 生涯

### 生まれ
正確な生まれ年は不明ながら、父の畠山家国が建武2年（1335年）に戦死していることや、兄の畠山義深が康暦元年（1379年）に49歳で死去していることから、その生年が元弘元年（1331年）と推定できるため、清渓尼はその間（1331年～1335年）に生まれたと考えられている。
また『太平記』の巻三十七に「畠山ハ此十余年左馬頭ヲ妹聟ニ取テ、栄　門戸ニ余ルノミナラズ、執事ノ職ニ要シテ天下ヲ掌ニ握シカバ」とあり、畠山国清が足利基氏を妹の婿にしたことが分かることや、各種系図が足利基氏の室〈足利氏満の母〉を畠山家国の娘〈畠山国清の妹〉とする点で共通していることから、基氏の下で関東執事を務めた畠山国清の妹であったと見做すことができる。

### 基氏との婚姻
清渓尼は、暦応3年（1340年）に生まれた基氏よりも年上だが、彼とはほぼ同世代であったと考えられている。『師守記』貞治6年5月3日条に息子の氏満が「九歳」と書かれており、氏満が延文4年（1359年）に生まれたことがわかるため、基氏との姻戚関係はその年をさほど遡らない時期に成立したと考えられている。なお基氏は延文4年（1359年）に鎌倉に帰るまでの満6年を、鎌倉防衛の第一線である入間川の陣所（入間川御陣）で暮らしており、氏満の出生地は入間川（埼玉県狭山市）ではないかという説がある。
基氏と清渓尼（畠山家国女）の婚姻が成立した背景には、基氏と同年代という世代と、延文4年（1359年）をさほどさかのぼらない時期の基氏と畠山氏の政治的状況と家格が関係している。
清渓尼の兄の畠山国清は観応の擾乱において、情勢を素早く読み取り観応元年（1350年）に足利尊氏党から足利直義党へ寝返り、その翌年には再び尊氏党への復帰したことがかえって基氏の父である尊氏に高く評価された。観応2年（1351年）の尊氏の関東下向に弟の義深とともに随行し、文和2年（1353年）の尊氏の上洛を機に関東執事や武蔵国・伊豆国の守護に任命されるなど、関東において基氏が率いる鎌倉府を全面的に支える重職を担っていた。
また基氏の兄・足利義詮の室（渋川幸子）が渋川氏という足利氏の「兄」の流れにあたる足利の有力庶子家であり、義詮のパートナーとして全く遜色ない相手であったことに対し、畠山氏も足利氏の「兄」の流れにあたる足利一門であり、渋川氏や吉良氏には及ばないものの足利一門全体の中では相当に家格が高い一族であり、関東で基氏をともに支える宇都宮氏・河越氏らと比較すると別格の存在であった。鎌倉公方の基氏と執事の国清が一体となって関東の支配を行うために、恐らくは足利尊氏の主導のもと、清渓尼と基氏の婚姻が成立したと考えられている。

### 氏満の補佐と義堂周信との交流
清渓尼は早くから臨済宗に心を寄せ、鎌倉円覚寺の方外宏遠・義堂周信らに師事していた。延文4年（1359年）に嫡男の氏満を産んでいるが、義堂周信は清渓尼のことを天子の生母という意味がある「太夫人」と称している。
貞治6年（1367年）に夫の基氏が死去すると出家し、清渓と号した。文永6年（1269年）から正応2年（1289年）の間に妙法尼が創建した鎌倉の太平寺を基氏の死後まもなく中興し、そこに住まった。

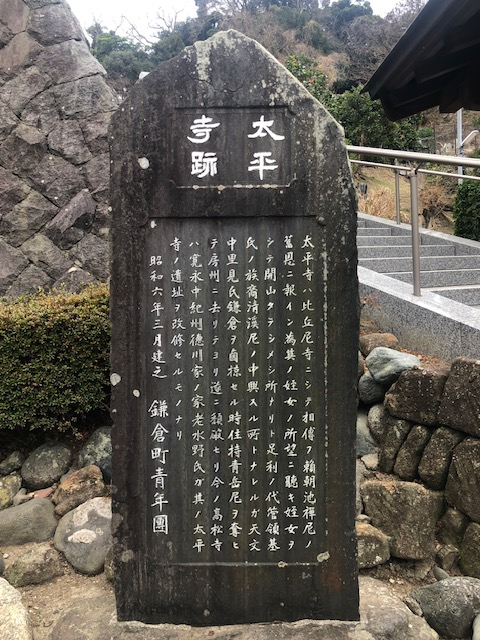
太平寺跡の史跡碑（鎌倉市西御門・来迎寺の門前近く）

氏満が元服するまでの間、30代半ばであった清渓尼は「大方殿」として鎌倉府の政治をリードする立場にあり、幼い氏満の隣には常に母の清渓尼がいた。基氏の死去の翌年にあたる応安元年（1368年）9月には、まだ当時9歳だった氏満を補佐していた関東管領・上杉憲顕が没し、同年12月8日、清渓尼は義堂周信に対し「幼い氏満を補佐して大器となさしめてほしい」と幼君の教導を依頼した。義堂周信が著した『空華日用工夫集』の応安2年（1369年）正月18日条には、鎌倉府に赴いた義堂が氏満と清渓尼に会い、清渓尼の「子なお幼し、国を治め家を保つこと如何」という問いに対し、義堂周信が「仏を敬い僧を崇び民を恵まば、国家令せずして治まらん」と答えた記録が残る。
応安2年（1369年）11月21日に氏満が11歳で元服を果たしたが、そののちは清渓尼は前面から退いたとみられる。康暦2年（1380年）3月2日に足利義満の命で上洛する義堂を、氏満と上杉憲方・憲孝父子とともに見送った。

### 死去
「報国寺過去帳」に「太平寺殿清渓尼大姉（中略）永徳二年六月四日寂、」と書かれていることから、永徳2年（1382年）6月4日を没年とされることが多いが、植田真平は、嘉慶元年（1387年）9月10日、京都にいる義堂周信に対して清渓尼と少輔局が、かな書きの書状を送っていることが『空華日用工夫集』の同日条からわかるのが終見であるため、没年を永徳2年（1382年）とする説は見直さなければならないと指摘している。
清渓尼が示寂した後の太平寺には、足利氏ゆかりの女性（公方家の出身）が寺をつぐ風が定着し、4代鎌倉公方足利持氏の女・昌泰道安や5代鎌倉公方足利成氏の女・昌全義天、小弓公方足利義明の女・青岳尼などが相次いで住したことが『新編相模国風土記稿』に述べられている。鎌倉尼五山の第一位にも列せられ、毎年2月には公方が参詣していた。
なお、清渓尼が住したころの仏殿ではないと推定されるも、戦国時代に廃寺となった後の太平寺の仏殿は円覚寺に移遷され、舎利殿（国宝）として現存している。天保10年（1839年）に編まれた『鎌倉五大堂事蹟備考』などの史料が東慶寺の聖観音菩薩像（重要文化財）が旧太平寺の本尊であることを伝えており、それも『空華日用工夫集』から応永4年（1371年）には太平寺の伽藍が完成していたとみられるため、清渓尼中興時（基氏の死後から伽藍が完成するまでの1367年～1371年の間）の作であるとの推測がある。

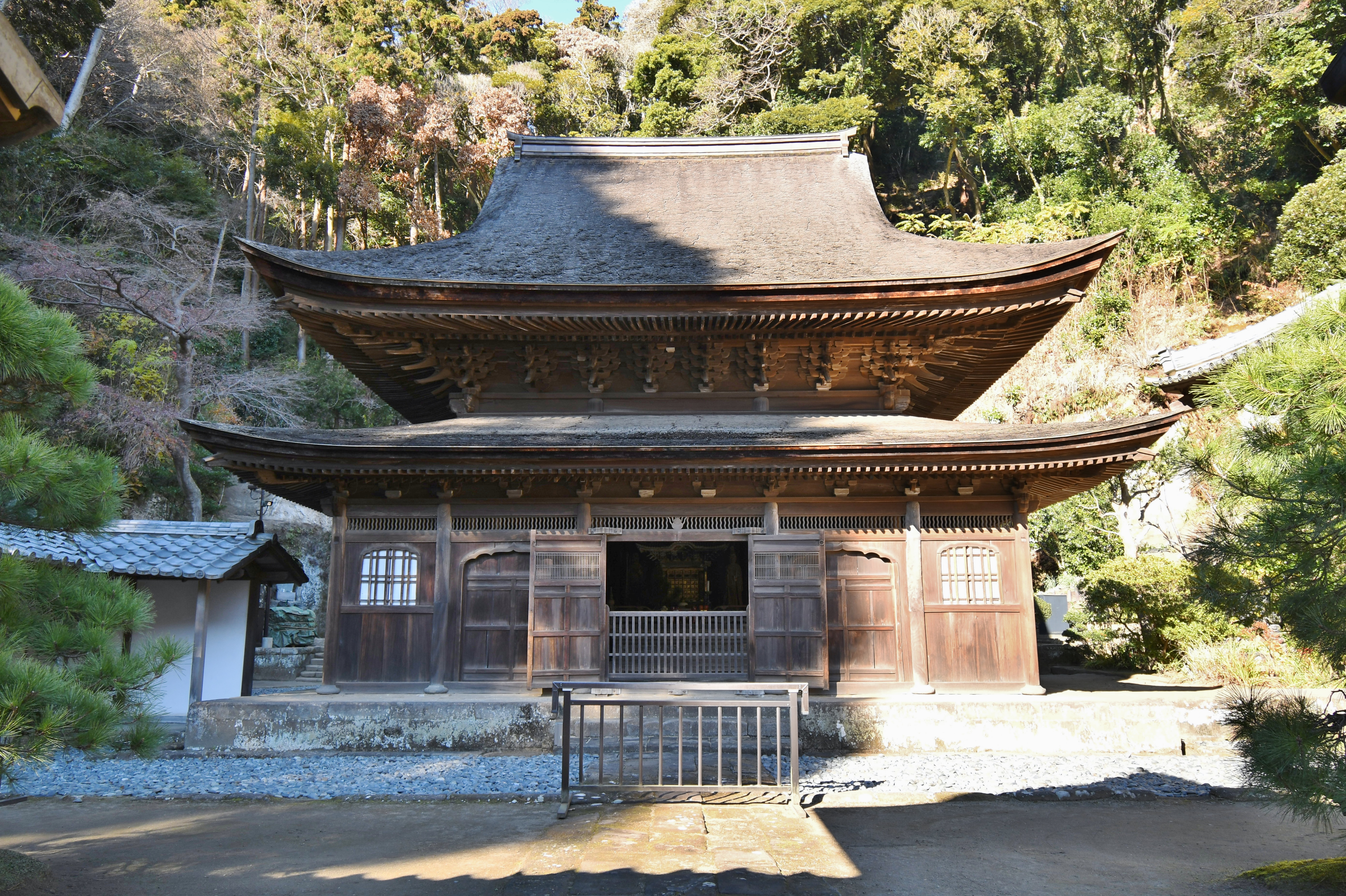
円覚寺舎利殿（太平寺の旧仏殿）

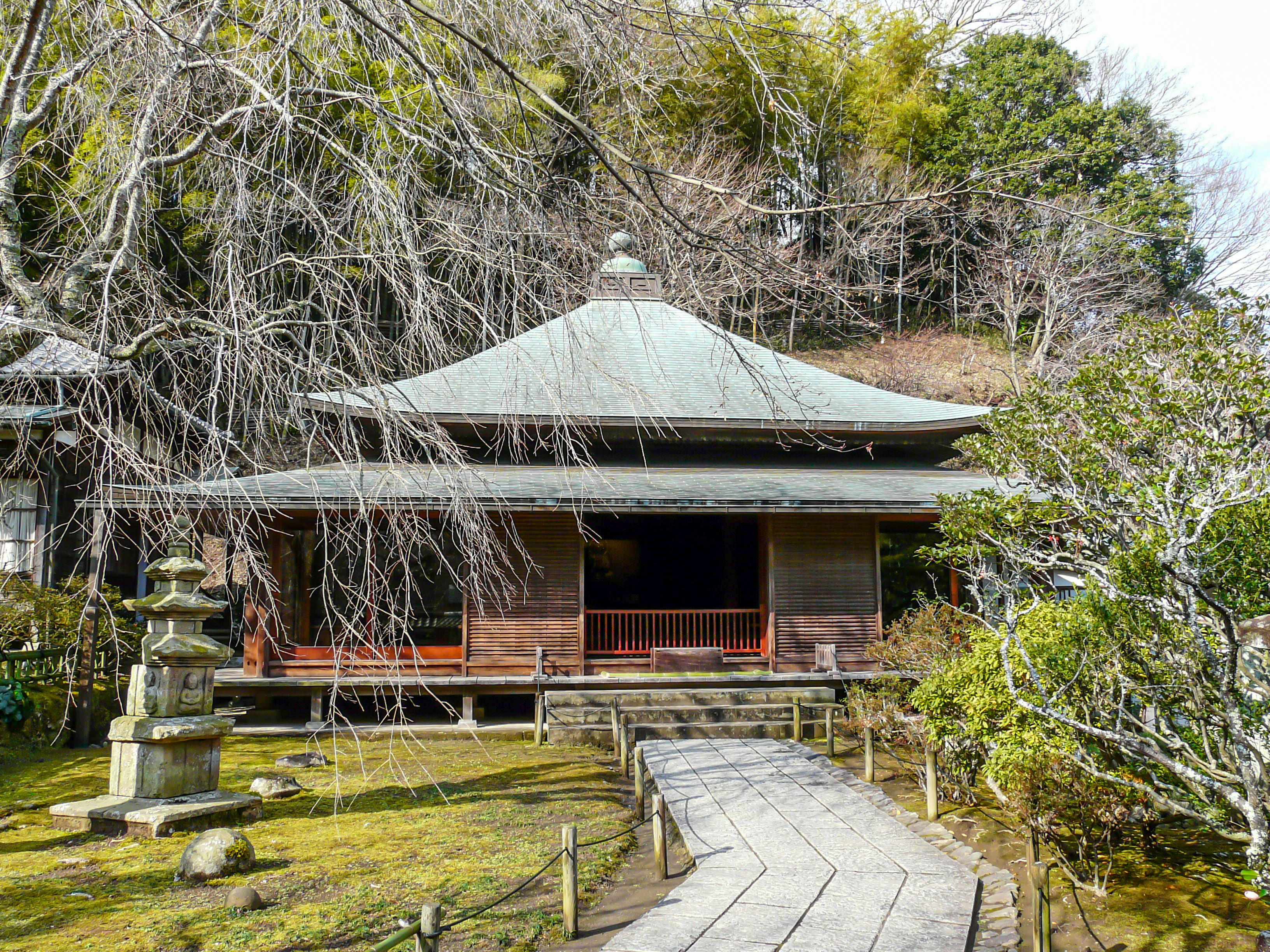
東慶寺（清渓尼中興時の太平寺本像とされる聖観音立像を所蔵する）

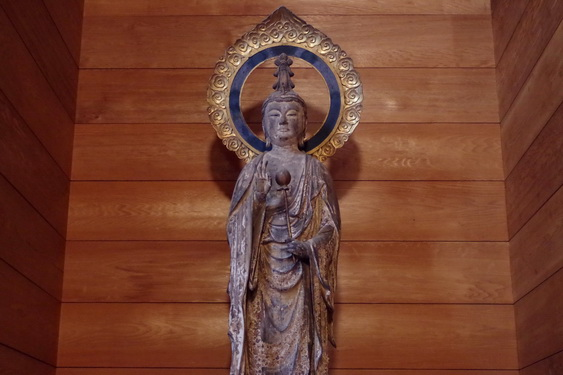
旧太平寺の本尊と伝えられる聖観音立像

## 系図
| 〔足利将軍家〕 足利尊氏 | 〔足利将軍家〕 足利尊氏 | 〔足利将軍家〕 足利尊氏 | 〔足利将軍家〕 足利尊氏 | 〔足利将軍家〕 足利尊氏 | 〔足利将軍家〕 足利尊氏 |  |  |  |  |                         |                         |                         |                         |                         |                         |      |      |      |      |      |      | 〔畠山氏〕 畠山家国 | 〔畠山氏〕 畠山家国 | 〔畠山氏〕 畠山家国 | 〔畠山氏〕 畠山家国 | 〔畠山氏〕 畠山家国 | 〔畠山氏〕 畠山家国 |  |  |      |      |      |      |      |      |  |  |      |      |      |      |      |      |  |  |  |  |  |  |  |  |  |  |  |  |
| 〔足利将軍家〕 足利尊氏 | 〔足利将軍家〕 足利尊氏 | 〔足利将軍家〕 足利尊氏 | 〔足利将軍家〕 足利尊氏 | 〔足利将軍家〕 足利尊氏 | 〔足利将軍家〕 足利尊氏 |  |  |  |  |                         |                         |                         |                         |                         |                         |      |      |      |      |      |      | 〔畠山氏〕 畠山家国 | 〔畠山氏〕 畠山家国 | 〔畠山氏〕 畠山家国 | 〔畠山氏〕 畠山家国 | 〔畠山氏〕 畠山家国 | 〔畠山氏〕 畠山家国 |  |  |      |      |      |      |      |      |  |  |      |      |      |      |      |      |  |  |  |  |  |  |  |  |  |  |  |  |
|                         |                         |                         |                         |                         |                         |  |  |  |  |                         |                         |                         |                         |                         |                         |      |      |      |      |      |      |                     |                     |                     |                     |                     |                     |  |  |      |      |      |      |      |      |  |  |      |      |      |      |      |      |  |  |  |  |  |  |  |  |  |  |  |  |
| 義詮                    | 義詮                    | 義詮                    | 義詮                    | 義詮                    | 義詮                    |  |  |  |  | 〔鎌倉公方家〕 足利基氏 | 〔鎌倉公方家〕 足利基氏 | 〔鎌倉公方家〕 足利基氏 | 〔鎌倉公方家〕 足利基氏 | 〔鎌倉公方家〕 足利基氏 | 〔鎌倉公方家〕 足利基氏 |      |      |      |      |      |      | 清渓尼              | 清渓尼              | 清渓尼              | 清渓尼              | 清渓尼              | 清渓尼              |  |  | 義深 | 義深 | 義深 | 義深 | 義深 | 義深 |  |  | 国清 | 国清 | 国清 | 国清 | 国清 | 国清 |  |  |  |  |  |  |  |  |  |  |  |  |
| 義詮                    | 義詮                    | 義詮                    | 義詮                    | 義詮                    | 義詮                    |  |  |  |  | 〔鎌倉公方家〕 足利基氏 | 〔鎌倉公方家〕 足利基氏 | 〔鎌倉公方家〕 足利基氏 | 〔鎌倉公方家〕 足利基氏 | 〔鎌倉公方家〕 足利基氏 | 〔鎌倉公方家〕 足利基氏 |      |      |      |      |      |      | 清渓尼              | 清渓尼              | 清渓尼              | 清渓尼              | 清渓尼              | 清渓尼              |  |  | 義深 | 義深 | 義深 | 義深 | 義深 | 義深 |  |  | 国清 | 国清 | 国清 | 国清 | 国清 | 国清 |  |  |  |  |  |  |  |  |  |  |  |  |
|                         |                         |                         |                         |                         |                         |  |  |  |  |                         |                         |                         |                         |                         |                         |      |      |      |      |      |      |                     |                     |                     |                     |                     |                     |  |  |      |      |      |      |      |      |  |  |      |      |      |      |      |      |  |  |  |  |  |  |  |  |  |  |  |  |
| 足利義満                | 足利義満                | 足利義満                | 足利義満                | 足利義満                | 足利義満                |  |  |  |  |                         |                         |                         |                         |                         |                         | 氏満 | 氏満 | 氏満 | 氏満 | 氏満 | 氏満 |                     |                     |                     |                     |                     |                     |  |  | 基国 | 基国 | 基国 | 基国 | 基国 | 基国 |  |  | 義清 | 義清 | 義清 | 義清 | 義清 | 義清 |  |  |  |  |  |  |  |  |  |  |  |  |